# Pierre Kotouo
Pierre Kotouo, né le 12 mai 1916 à Goufan-Kiki et mort le 10 février 1993 à Yaoundé (Cameroun), est un homme politique franco-camerounais.

## Biographie
Il est élu au Conseil de la République,,.